# Regi

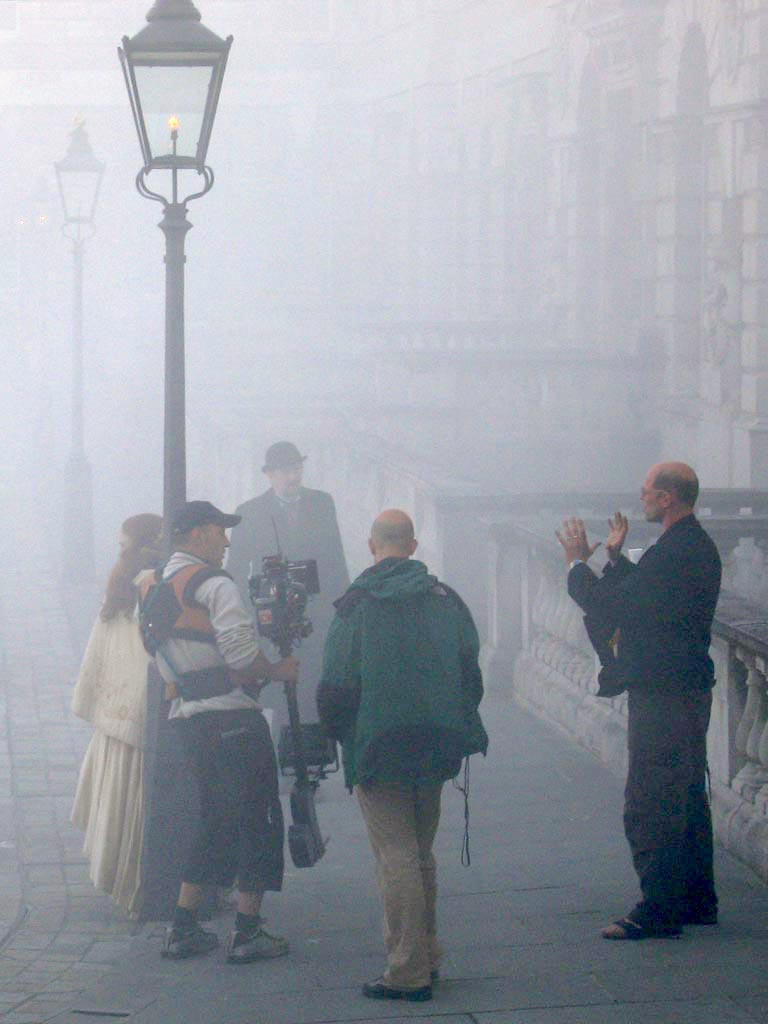
Regissören (till höger) ger instruktioner till skådespelare och fotograf vid inspelningen av en kostymfilm.

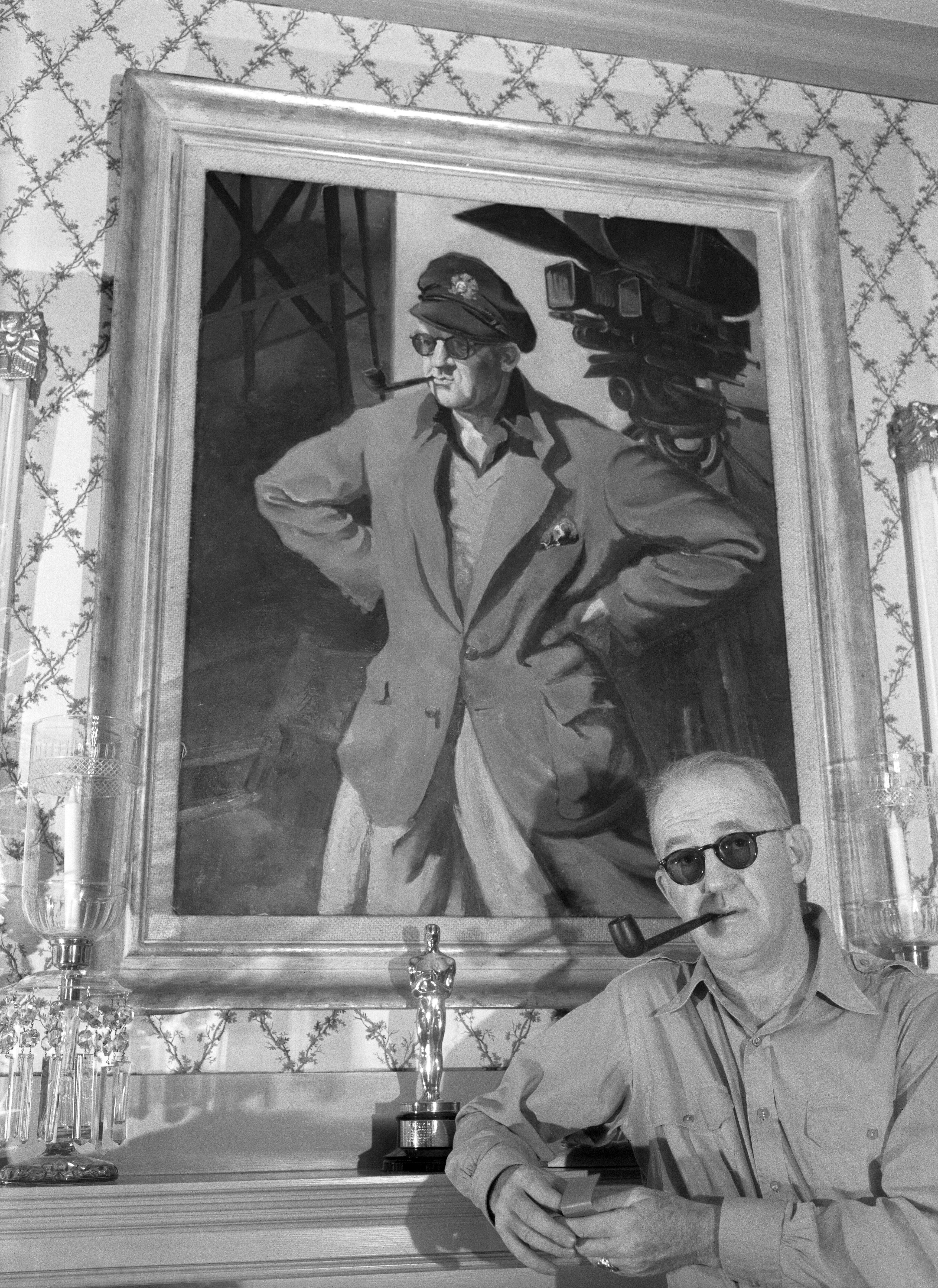
John Ford, den filmregissör som vunnit flest Oscar för bästa regi.

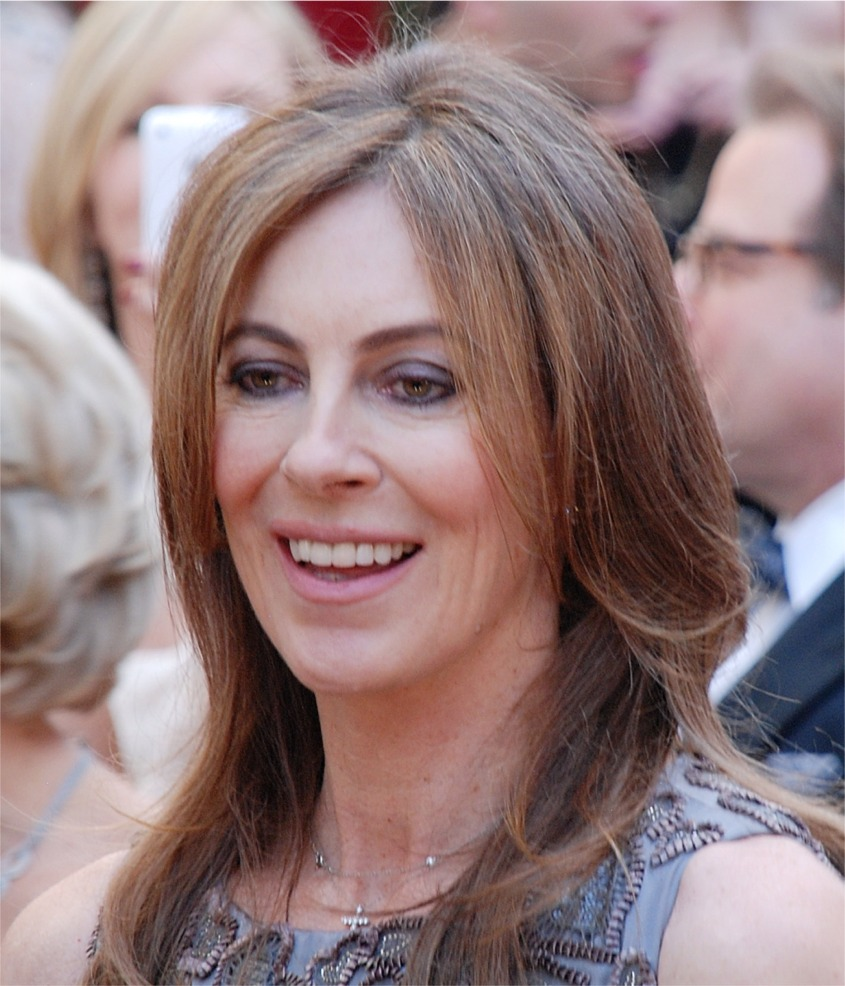
Kathryn Bigelow blev 2010 den första kvinnan som vann en Oscar för bästa regi.

Regi är samordningen och kontrollen över tillverkningen av en film eller uppsättandet av en teaterpjäs eller annan scenisk konst. Speciellt innefattar regi att tolka manus och instruera skådespelarna och teknikerna därefter. Personen som har ansvaret för regin kallas regissör och har normalt till uppgift att utöva ett starkt inflytande på slutresultatet.

## Arbetsuppgifter

### Film och TV
Inom filmproduktioners första delar omfattar regiarbete bland annat att samarbeta med producent och exekutiv producent vid urval och utveckling av manus och rollbesättning. Regissören brukar vanligtvis inte ha ansvar för budgetutkast, den första kontakten med produktionsbolaget eller kontakter med finansiärer. Däremot beslutar regissören ibland vad pengarna ska användas till i förproduktion och efterproduktion tillsammans med filmproducenter och produktionsledare.
Under inspelningsdelen fattar regissören de kreativa besluten om hur filmen ska spelas in, inklusive att gå igenom bildmanus och att bestämma belysningsstil, men ger även instruktioner till skådespelare.
Efter inspelningen övervakar regissören klipparens arbete med redigeringen.
Filmregissörer kan arbeta med olika produktioner på uppdrag, men kan också driva hela filmprojektet på egen hand.
Ordet auteur (franska för författare) är en benämning på en särskilt konstnärligt, personligt inriktad regissör, som också är filmens författare och vanligen följer en egen tydlig konstnärlig linje genom sina olika produktioner snarare än att låta andra bestämma vad denne ska göra.

### Teater och annan scenisk konst
Teaterregissör är ett av de tyngsta ledaryrkena inom teatern. Teaterregissören har det konstnärliga och slutgiltiga ansvaret för det sceniska uttrycket för en teaterproduktion. Regissören leder och planerar arbetet själv eller tillsammans med ex. regiassistent, kostymör, scenograf, koreograf och andra kreativa yrken inom teatern.

## Organisationer
Några av de regissörsorganisationer som finns internationellt är DGA (The Directors Guild of America), FERA (European Federation for Directors), L'ARP (French Directors Guild), SAA (Society of Audiovisual Authors), och SACD (French Society of Authors and Dramatic Composers). I Sverige finns Svenska Regissörsföreningen.

## Priser
Oscar för bästa regi är ett pris som ges till den person som den amerikanska filmakademien anser vara den bästa regissören från året före. Regissören som tilldelas priset erhåller en Oscarstatyett och får möjligheten att hålla ett tal vid en årlig ceremoni. Medan priset anses vara ett bra sätt att samla de mest framgångsrika och talangfulla amerikanska regissörerna, har flera hyllade regissörer som Akira Kurosawa, Ingmar Bergman, Sergio Leone, Stanley Kubrick, John Cassavetes och Orson Welles aldrig vunnit priset. Alfred Hitchcock och Robert Altman, som blivit nominerade fem gånger, anses också vara bra regissörer som aldrig vunnit Oscar för bästa regi. John Ford är den enda regissör som har fyra Oscar för bästa regi, följt av Frank Capra och William Wyler med tre stycken. 2010 blev Kathryn Bigelow första kvinna att vinna Oscar för bästa regi. [1] Flera svenskar har även blivit nominerade i kategorin, dock utan vinst, till exempel Jan Troell (1972) och Ingmar Bergman (1973, 1976 och 1983).
Dessutom gavs mellan åren 1933 och 1937 ut en Oscar för bästa regiassistent.
Sedan 1938 delar föreningen The Directors Guild of America ut sin The Directors Guild of America Awards. Den första gavs ut till D.W. Griffith.
Sedan 1991 delar Women in Film ut Dorothy Arzner Directors award, efter Dorothy Arzner som var den första kvinnliga medlemmen i The Directors Guild of America.
Sedan 2000 delas The Black Reel Awards ut av Foundation for the Augmentation of African-Americans in Film.
The Laurence Olivier Award for Best Director delas ut årligen av The Society of London Theatre, sedan 1976. 
Sedan 1947 har Tony Award delats ut för bästa teaterregissör. Priset delades dock upp 1960 i dramatik och musikaler.